# Il mio nome è vendetta
Il mio nome è vendetta (El meu nom és vendetta) és una pel·lícula d'acció i crim de Netflix dirigida per Cosimo Gomez. Ha estat subtitulada al català.

## Sinopsi
Santo, un antic sicari en nom de la 'Ndrangheta, viu tranquil·lament a Trentino amb la seva família. Tanmateix, rastrejat per dos delinqüents, que exterminen part de la seva família, fuig a Milà juntament amb la seva filla Sofia. Els dos planegen junts la seva venjança.

## Castaing
- Alessandro Gassmann com a Santo Romeo/Domenico Franzè
- Ginevra Francesconi com a Sofia Romeo
- Alessio Praticò com a Michele Lo Bianco
- Francesco Villano com a Rudi Crisarà
- Gabriele Falsetta com a Dr. Ferrario
- Marcello Mazzarella com a Vituzzo
- Mauro Lamanna com a Marino Gallo
- Sinja Dieks com a Ingrid Gruber
- Luca Zamperoni com a Patrick Gruber
- Remo Girone com a Don Angelo Lo Bianco
- Isnaba Na Montche com a Hakim